# Zork III: The Dungeon Master
Zork III: The Dungeon Master (ook wel Zork 3) is een tekstadventure dat werd ontwikkeld en uitgebracht door Infocom. Het spel kwam in 1982 uit voor de Apple II en de TRS-80. Later werd het spel geschikt gemaakt voor andere homecomputers. Het spel is geprogrammeerd door Marc Blank & Dave Lebling. Het spel is het vervolg op Zork II: The Wizard of Frobozz en wordt bestuurd door simpele commando's via het toetsenbord. In tegenstelling tot de voorgaande versies bevat deze versie een tijdgebonden gebeurtenis. Na ongeveer 130 beurten vindt er een aardbeving plaats en voor deze gebeurtenis moet de speler de sleutel bemachtigd hebben.

## Platforms
| Jaar | Platform                                  |
| ---- | ----------------------------------------- |
| 1982 | Apple II, TRS-80, TRS-80 CoCo             |
| 1983 | Atari 8-bit, Commodore 64, DOS, PC Booter |
| 1984 | Commodore 16 Plus/4, Macintosh            |
| 1985 | Atari ST                                  |
| 1986 | Amiga, Amstrad CPC, Amstrad PCW           |
| 2002 | Browser                                   |

## Ontvangst
| Beoordeeld door                | Platform     | Datum            | Score |
| ------------------------------ | ------------ | ---------------- | ----- |
| All Game Guide                 | Macintosh    | 1998             | 70%   |
| ASM (Aktueller Software Markt) | Commodore 64 | januari 1987     | 67%   |
| SPAG                           | DOS          | 13 december 1997 | 65%   |
| Adventure Classic Gaming       | Atari ST     | 19 juni 2000     | 60%   |
| Adventure Classic Gaming       | Commodore 64 | 19 juni 2000     | 60%   |
| Adventure Classic Gaming       | Macintosh    | 19 juni 2000     | 60%   |
| Adventure Classic Gaming       | Apple II     | 19 juni 2000     | 60%   |
| Adventure Classic Gaming       | DOS          | 19 juni 2000     | 60%   |